# Кампания Мины
Кампания Мины (исп. Campaña de Mina) — военная экспедиция под командованием испанско-мексиканского революционера Франсиско Хавьера Мины во время Войны за независимость Мексики.

## Предыстория
После поражения повстанцев в Техасе в 1813 году от испанского генерала Арредондо в битве при Медине, предводитель повстанцев Бернардо Гутьеррес де Лара бежал в Новый Орлеан, где вместе французским наполеоновским генералом Гумбертом стал готовить новую экспедицию с целью вторжения в Техас и другие Внутренние провинции востока Новой Испании. Гутьерреса де Лара всегда поддерживало североамериканское правительство, хоть и неоднократный протест Луиса де Ониса, испанского посла в США, там всегда встречали в штыки. Фактически, в 1814 году повстанцам удалось повторно организовать экспедицию с целью захвата Тампико при поддержке каперов Баратарии, однако агентам роялистов в Новом Орлеане удалось сорвать этот план.
В результате разгрома главных сил восставших к концу 1815 года Новая Испания была в основном вновь подчинена испанскому правительству. Хотя мексиканские патриоты не сложили оружие, революционное движение после гибели Морелоса пошло на спад. Превосходство сил лоялистов над инсургентами было подавляющим: общее число повстанцев не достигало тогда и 10 тысяч, тогда как испанцы располагали 40-тысячной кадровой армией и примерно таким же по численности роялистским ополчением, то есть всего имели под ружьём около 80 тысяч человек, в большинстве своём лучше подготовленных и вооружённых, чем повстанческие отряды.
В довершение всего, новый испанский вице-король Хуан Руис де Аподака, стремясь вернуть контроль над ситуацией, издал указ о помиловании каждого инсургента, готового сложить оружие.
Мина был военным, участвовавшим в Пиренейских войнах против войск Наполеона, и после возвращения на трон Фердинанда VII молодой полковник не согласился с реставрацией его и начал готовить заговор, но был арестован и сослан в Англию, где монах Сервандо Тереза де Миер убедил его бороться за независимость Мексики. Мина покинул Лондон и в июле 1816 года на фрегате «Каледония» вместе с несколькими либерально настроенными испанскими офицерами прибыл в Балтимор (США). Они решили вторгнуться в Новую Испанию при негласной поддержке Соединенных Штатов, что, однако, вызвало возмущения испанского посла. Тем не менее, сентябре Мина отплыл на двух кораблях из Нового Орлеана на Гаити, затем в Галвестон в Техасе, куда они прибыли 24 ноября 1816 года. Откуда 12 апреля 1817 года прибыли в Сото-ла-Марина (Новый Сантандер, ныне мексиканский штат Тамаулипас).

## Ход экспедиции
6 апреля 1817 года Мина с отрядом примерно в 250 человек отправился на юг на кораблях, предоставленных французским капером Луи-Мишелем Ори. 12 апреля они прибыли в Сото-ла-Марина (Новый Сантандер, ныне мексиканский штат Тамаулипас), город был взять без боя. Довольно быстро генерал поссорился с Луи-Мишелем Ори, после чего тот сбежал обратно в США, забрав с собой свои суда.
25 апреля Мина напечатал прокламацию в своей передвижной типографии, в которой изложил причины своего вторжения в Новую Испанию:

[…] Мексиканцы, позвольте мне принять участие в ваших славных делах, примите услуги, которые я предлагаю вам в интересах вашего возвышенного предприятия, и считайте меня одним из ваших соотечественников. Надеюсь, я правильно поступлю, заслужив это звание, поставив под контроль вашу свободу или пожертвовав ради этого своим существованием! Итак, в награду скажите своим детям: «Эта земля дважды была залита кровью раболепных испанцев, жалких вассалов короля; но были также либеральные и патриотичные испанцы, которые пожертвовали своим покоем и своей жизнью ради нас».

После этого, в течение апреля и мая, Мина развернул свою пропаганду, чтобы завоевать расположение жителей Нового Сантандера. Мина продолжала свои быстрые партизанские действия в этом регионе, чтобы иметь возможность дезориентировать и расколоть роялистов. Но генерал Хоакин де Арредондо, командовавший Внутренними провинциями, осторожно продвигался к ним, поскольку боялся, что Мина окружит его с фланга по пути в Монтеррей, но Мина не смог найти большой поддержки в Новом Сантандере, поэтому генерал Арредондо не стал распылять свои силы и не оставил возможности партизанским отрядам проникнуть в Монтеррей. 17 мая в Сото-ла-Марине появился испанский военный фрегат «Сабина», потопивший один из кораблей Мины. Другому кораблю удалось спастись, а третий оказался в затруднительном положении. Исходя из всего этого, Мина решила проникнуть вглубь территорию Новой Испании в направлении Сан-Луис-Потоси, чтобы установить контакт с другими мексиканскими повстанческими отрядами. Мина покидает свой лагерь 24 мая с 300 людьми, захватив 700 лошадей в асиенде дель-Кохо, и оставляет гарнизон численностью 113 человек под командованием подполковника Хосе Сарды, который прибыл с ним из Испании. Мина приказал им держать оборону до последнего, и обещал скоро вернуться с подкреплением.
6 июня отряд Мины взял Сьюдад-де-Маис (ныне штат Сан-Луис-Потоси), 15 июня — город Пеотильос (ныне штат Сан-Луис-Потоси), 19 июня — Пинос (ныне штат Сакатекас), 24 мая отряд вошёл в форт Дель-Сомбреро (город Леон-де-лос-Альдама), который возглавлял повстанческий лидер Педро Морено. Тем временем войска роялистов осадили и взяли Соло-де-Марина, из 113 бойцов к концу осады в живых осталось только 37 человек, среди прочих пленных был и монах Сервандо Тереза де Миер. 1 августа маршал Паскуаль Линьян с отрядом 2500 человек при 14 орудиях выдвинулся на штурм форта Дель-Сомбреро. Бой состоялся 4 августа, войска роялистов понесли серьёзные потери, и не смогли взять крепость, но сумели её осадить. В итоге форт перешёл в руки роялистов только 20 августа.
12 октября, обескураженный недисциплинированностью своих войск, Мина прибыл в Хаухиллу, где находилась Правительственная хунта повстанцев. Хунта поручает ему атаковать Гуанахуато, но его войска рассеяны противником. 27 октября генерал Мина и полковник Педро Морено находились на ранчо Эль-Венадито, где они подверглись нападению роялистов, в результате которого Морено погиб, а Мина был взят в плен и доставлен к роялистскому полковнику Оррантии, который на следующий день отвёз его и тело Морено в Силао. Вице-король Аподака за эту победу получил титул граф Венадито.
Несколько дней спустя Мину приводят к маршалу Паскуалю Линьяну. 11 ноября 1817 года пленник был расстрелян солдатами Сарагосского батальона. В настоящее время его останки покоятся у Колонны независимости в Мехико.

## Последствия
Кампания Мины была военным мероприятием первостепенной важности для войны за независимость Мексики, поскольку в период после гибели Морелоса у испанского правительства складывалось впечатление, что повстанческое движение потерпело поражение, но экспедиция под командованием Мины оживила борьбу за независимость.